# Бъзови
Бъзови, също нокътови, (Caprifoliaceae) са семейство покритосеменни растения от разред Лугачкоцветни, състоящо се от около 890 вида, обединени в 31 или 33 рода. Имат почти космополитно разпространение с изключение на тропическите области на Африка и с най-голяма концентрация в източните части на Северна Америка и Източна Азия.

## Описание
Цъфтящите растения в това семейство са предимно храсти и лози, по-рядко билки. Включват някои декоративни градински растения, отглеждани в региони с умерен климат. Листата са предимно срещуположни, без прилистници (придатъци в основата на листната дръжка или петурата) и могат да бъдат вечнозелени или широколистни. Цветовете са с тръбеста форма на фунийка или камбанка, обикновено с пет разпръснати навън дялове или точки и често са ароматни. Обикновено образуват малка чашка с малки прицветници. Плодът в повечето случаи е зрънце или костилка. Родовете Diervilla и Weigela имат капсуловидни плодове, докато Heptacodium има семенца.

## Таксономия
Възгледите за класификацията на ниво семейство на традиционно приетите Бъзови и други растения от разред Лугачкоцветни са значително преразгледани през последните десетилетия. Повечето ботаници сега приемат преместването на два от най-познатите членове на това семейство, бъзът и калината, в семейство Мешковицови.
Няколко други семейства от по-широко разглежданите Бъзови са разграничени от някои, но не от всички автори; те се третират като подсемейства в списъка на избраните родове по-долу, заедно с приблизителния брой видове.

### ПодсемействоCaprifolioideae
- Лейцестерия – 6 вида
- Орлови нокти – 180 вида
- Symphoricarpos – 17 вида
- Triosteum – 6 вида

### ПодсемействоDiervilloideae
- Diervilla – 3 вида
- Weigela – 10 вида

### ПодсемействоDipsacoideae
- Bassecoia
- Cephalaria
- Dipsacus – 15 вида
- Knautia
- Pterocephalus – 25 вида
- Pterocephalodes
- Scabiosa – 30 вида
- Succisa
- Succisella

### ПодсемействоHeptacodieae
- Heptacodium – 1 вид

### ПодсемействоLinnaeaoideae
- Абелия – 30 видa
- Dipelta – 4 видa
- Kolkwitzia – 1 вид
- Linnaea – 1 вид
- Vesalea

### ПодсемействоMorinoideae
- Acanthocalyx – 3 видa
- Morina
- Zabelia

### ПодсемействоTriplostegia
- Triplostegia

### ПодсемействоValerianoideae
- Centranthus – 12 видa
- Nardostachys – 3 видa
- Patrinia – 17 видa
- Valeriana – 125 видa
- Valerianella – 20 видa

## Употреба
Растенията, принадлежащи към това семейство, са главно издръжливи храсти или лози с декоративна стойност, много от които са популярни градински храсти, особено видове, принадлежащи към родовете Абелия, Орлови нокти и Weigela.
Някои видове обаче, като Lonicera japonica, са се превърнали в инвазивни плевели извън местните им ареали.